# Noah Gray-Cabey

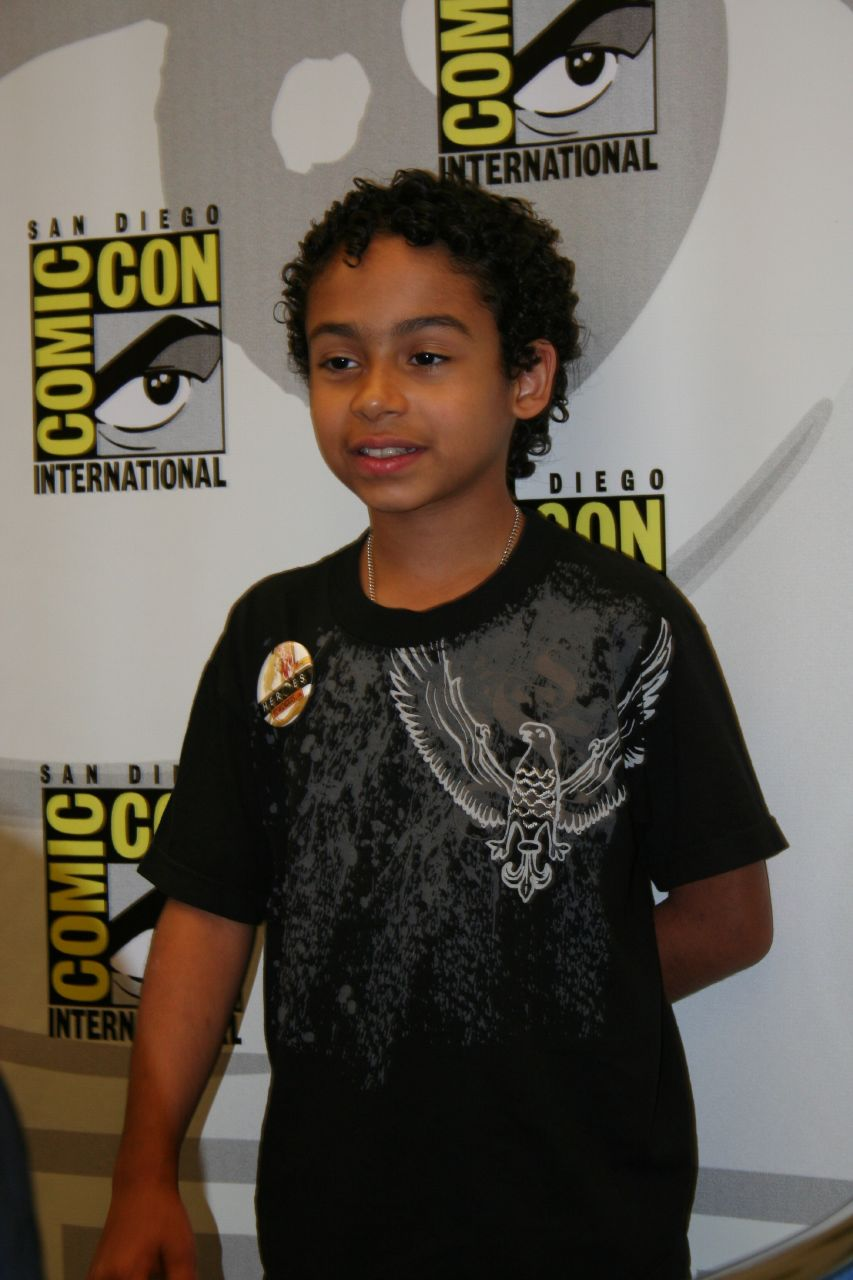
Noah Gray-Cabey.

Noah Gray-Cabey (16 de noviembre de 1995) es un actor estadounidense de televisión y pianista. Es el personaje de Franklin Aloyisious en My wife and kids y de Micah Sanders en Héroes.

## Filmografía
| Año  | Título                      | Papel                     | Información                                                        |
| ---- | --------------------------- | ------------------------- | ------------------------------------------------------------------ |
| 2015 | Héroes Reborn               | Micah Sanders             | Serie de TV, actor recurrente (2015-2016)                          |
| 2015 | Héroes Reborn: Dark Matters | Micah Sanders             | Webisodios, actor principal (2015)                                 |
| 2010 | CSI: Miami                  | Stevie Valdez             | Serie de TV, estrella invitada                                     |
| 2006 | Grey's Anatomy              | Shawn Beglight            | Tv series, Guest Star                                              |
| 2006 | Ghost Whisperer             | Jameel Fisher             | Serie de TV, estrella invitada                                     |
| 2006 | Lady in the Water           | Joey Dury                 | Película                                                           |
| 2006 | Héroes                      | Micah Sanders             | Serie de TV, actor principal (2006-2007), estrella invitada (2008) |
| 2003 | My wife and kids            | Franklin Aloysius Mumford | Serie de TV, actor de reparto (2003-2005)                          |